# NGC 7430
NGC 7430 في الفهرس العام الجديد، هي مجرة، تقع في كوكبة الفرس الأعظم. اكتشفت في 27 أغسطس 1864 بواسطة هاينريش لويس دريست.

## روابط خارجية
- NGC 7430 على موقع ويكي سكاي: DSS2, SDSS, GALEX, IRAS, Hydrogen α, X-Ray, Astrophoto, Sky Map, Articles and images